# イ・テリ
イ・テリ（李泰利、ハングル：이태리、1993年6月28日 - ）は、韓国の俳優。1998年に放送されたSBSのテレビドラマ『順風産婦人科』で俳優デビュー。身長177cm。かに座。A型。2018年に活動名をイ・ミンホ（イ・ミノ、이민호）からイ・テリに改名した。

## 学歴
- 中央大学演劇映画学科。

## 出演

### テレビドラマ
- 大王の道（1998年、MBC）
- 順風産婦人科（1998年、SBS）
- 花火（2006年、MBC）
- 愛と野望（2006年、SBS）
- 思いっきりハイキック!（2006年 - 2007年、MBC）
- 江南ママの教育戦争（2007年、SBS）
- ギョンスクとギョンスクのお父さん（2009年、KBS）
- 九尾狐伝〜愛と哀しみの母〜（2010年、KBS）
- トキメキ☆成均館スキャンダル（2010年、KBS） - ポクス役
- 暴風の恋人（2010年、MBC）
- 親指の家（2011年、KBS）
- 階伯（2011年、MBC）
- いばらの鳥（2011年、KBS）
- 千回のキス（2011年 - 2012年、MBC） - ムン・ギジュン役
- 太陽を抱く月（2012年、MBC） - 陽明（ヤンミョン）君（少年時代）役[2]
- 屋根部屋のプリンス（2012年、SBS） - ソン・マンボ役[3]
- 大風水（2012年 - 2013年、SBS） - ウ王（モニノ）役
- 剣と花（2013年、KBS） - ファングォン王子役[4]
- 総理と私（2013年 - 2014年、KBS） - パク・ヒチョル役[5]
- テレポート恋人（2014年、NEVER TV）- ドンヒョク役[6]
- 華政（2015年、MBC） - 鳳林（ポンリム）大君役[7]
- 病院船〜ずっと君のそばに〜（2017年、MBC） - ソン・ウジェ役[8]
- 僕が見つけたシンデレラ～Beauty Inside～（2018年、JTBC） - チョン・ジュファン役[9]
- コーヒーよ、お願い（2018年、channel A） - ムン・ジョンウォン役[10]
- ボイス3（2019年、OCN） - トモユキ役
- 恋愛ワードを入力してください〜Search WWW〜（2019年、tvN） - コドリ役
- 偶然見つけたハル（2019年、MBC） - ジン・ミチェ役[11]
- 九尾狐伝～不滅の愛～（2020年、tvN） - イ・ムギ役[12]
- 女神降臨（2020年 - 2021年、tvN） - ワン・ビョンビン役
- 紳士とお嬢さん（2021年、KBS2） - ヒョンビン役
- 太宗イ・バンウォン（2021年 - 2022年、KBS） - 譲寧（ヤンニョン）大君役
- 最愛の敵〜王たる宿命〜（2022年、KBS2） - パク・ナムサン役
- この恋は不可抗力　（2023年、JTBC）-キム・ウック役

### 映画
- 食客（2007年）
- 鬼（2010年） - パク・チョルミン役
- ハウリング（2012年）
- ランニングマン（2013年）[13]
- 青春学堂（2014年）[14]
- N.L.L.-延坪海戦（2015年）[15]
- 時間離脱者（2015年）[16]
- ヨコクソン／女哭声（2018年）[17]
- アナスタシア（Anastasia）（2018年）[18]

### バラエティ番組
- ユ＆キムの遊びにおいで（2012年、SBS）[19]
- SBSテレビ芸能（2012年、SBS）[20]
- Real Mate in オーストラリア（2012年、QTV）[21]
- ラジオスター（2012年、MBC）[22]
- ラジオスター（2015年、MBC）[23]
- ラジオスター（2019年、MBC）[24]

### ミュージカル
- ラ・カージュ・オ・フォール（2012年）- アルバン役[25]

### Music video
- 2BiC『また一人の女性を泣かせた』[26]

## 雑誌
- 『VOGUE girl』2012年3月号 with キム・ユジョン、ヨ・ジング[27]
- 『ELLE girl』2012年3月号[28]
- 『Singles』2012年3月号 with イム・シワン、ヨ・ジング[29]
- 『GQ』2012年4月号[30]
- 『bnt』2016年10月号[31]